# Galium kahelianum
Galium kahelianum là một loài thực vật có hoa trong họ Thiến thảo. Loài này được Deflers mô tả khoa học đầu tiên năm 1889.